# Justus Frantz

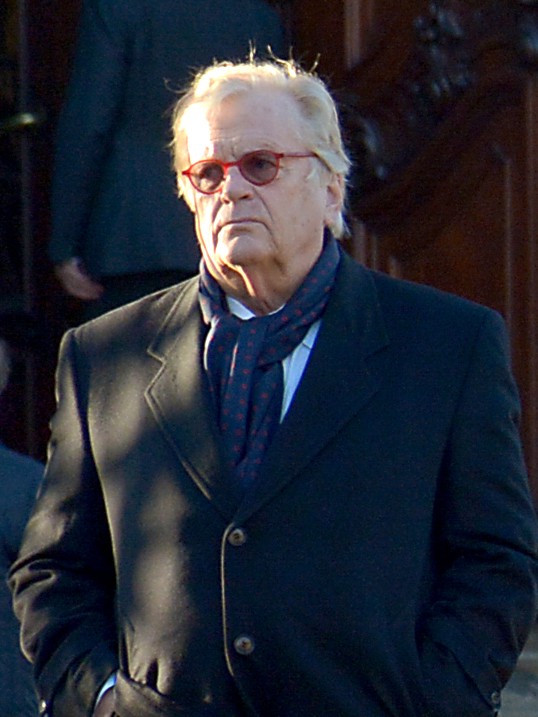
Justus Frantz (2015)

Justus Frantz (* 18. Mai 1944 in Hohensalza) ist ein deutscher Pianist, Dirigent und Fernsehmoderator.

## Leben
Justus Frantz wurde als Sohn des aus Greifswald stammenden Oberstaatsanwalts Richard Frantz (1905–1943) und dessen Frau Dorothea Sybille (Spitzname: Dosy), geb. von Goßler (1906–2001), in Hohensalza (heute: Inowrocław, Polen) geboren. Sein Großvater war der Verwaltungsjurist und Politiker Alfred von Goßler. Nach der Flucht vom Goßlerschen Familiengut Schätz zum Ende des Zweiten Weltkriegs hin kam die Mutter mit den vier Geschwistern gemeinsam mit der Familie von Alfred von Goßler auf dem Gut Tesdorf unter. Hier verbrachte er die ersten Lebensjahre.
Mit zehn Jahren begann Frantz das Klavierspiel. Erkannt und gefördert wurde seine außergewöhnliche Begabung schon früh von Professor Eliza Hansen. 1967 gewann Frantz gemeinsam mit Claus Kanngießer den zweiten Preis beim internationalen Musikwettbewerb der ARD im Duo Violoncello und Klavier, was den Auftakt für seine internationale Karriere markierte. Mit 23 Jahren wurde er in die Studienstiftung des deutschen Volkes aufgenommen.
Besonders das Studium in den Meisterkursen von Wilhelm Kempff beeinflusste Frantz in seinem Werdegang. Der Durchbruch in die internationale Spitzenklasse gelang ihm 1970 als Pianist mit den Berliner Philharmonikern unter der Leitung von Herbert von Karajan. Sein Debütkonzert in den USA absolvierte Frantz 1975 bei den New Yorker Philharmonikern unter der Leitung von Leonard Bernstein, mit dem er auch später noch oft zusammenarbeitete. Er spielte auch unter weiteren namhaften Dirigenten, darunter Carlo Maria Giulini, Rudolf Kempe und Bernard Haitink.
Im Jahr 1986 wurde Frantz Professor an der Hamburger Musikhochschule. Die Professur ruht. Da es ihm wichtig war, einem möglichst breiten Publikum die klassische Musik zu erschließen, gründete er im gleichen Jahr das Schleswig-Holstein Musik Festival, das sich schnell zu einem Festival mit Weltrang entwickelte, bei dem Künstler der internationalen Spitzenklasse in Schlössern, Scheunen und Gutshäusern musizieren. Bis 1994 war er dessen Intendant. Er war außerdem Mitbegründer der Deutsch-sowjetischen jungen Philharmonie im Jahr 1989 sowie 1995 Gründer der Philharmonie der Nationen, die sich unter dem Motto „Make music as friends“ aus jungen Musikern verschiedener Länder zusammensetzt. Er engagiert sich seit 1987 im Rotary Club Hamburg-Wandsbek. Er gehörte der Freitagsgesellschaft Helmut Schmidts an.
Frantz wurde auch durch mehrere eigene Fernsehsendungen bekannt, darunter Achtung! Klassik (ZDF), für die er mit mehreren Fernsehpreisen ausgezeichnet wurde. Insbesondere Kindern bringt er klassische Musik in seinen Konzerten, Workshops und auf seinen CDs nahe. Auf der CD-Reihe Klassik für Kids moderiert er speziell für Kinder die Vorstellung von bedeutenden Komponisten.
In seiner Biografie Justus Frantz: Künstler zwischen den Welten berichtet er von mehreren langjährigen Beziehungen zu Männern.
Im Oktober 2024 kündigte er nach der Diagnose Gehirntumor seine Abschiedstournee an.

## Familie
Justus Frantz hat zwei Söhne: Christopher Tainton (* 1975) mit seiner ersten Ehefrau, der Pianistin Carol Tainton, und Justus Konstantin Frantz (* 2005) mit seiner dritten Ehefrau, der russischen Violinistin Ksenia Dubrowskaja (* 1980), von der er sich 2019 trennte. Von Mai 1985 bis 1990 war Frantz mit Alexandra von Rehlingen verheiratet. Sein Neffe ist der Pianist Caspar Frantz.
Frantz wohnt in Pöseldorf in Hamburg-Rotherbaum.

## Repertoire
Frantz konzentriert sich in erster Linie auf die Musik der Klassik und der Romantik. Zusammen mit Christoph Eschenbach hat er häufig Stücke zu vier Händen und für zwei Klaviere aufgeführt. Besonders hat Frantz sich den Werken Mozarts sowie Beethovens gewidmet, die er in zyklischen Aufführungen in mehreren europäischen Städten präsentierte und auf diversen CD-Aufnahmen eingespielt hat.

## Auszeichnungen
1989 wurde Justus Frantz zum Sonderbotschafter des Hohen Flüchtlingskommissars der UNO berufen und für sein Schaffen mit dem Großen Bundesverdienstkreuz geehrt. 2005 erhielt er gemeinsam mit der Philharmonie der Nationen den Würth-Preis der Jeunesses Musicales Deutschland. Justus Frantz ist Ehrenmitglied der Europäischen Kulturwerkstatt (EKW) Berlin-Wien.

## Kontroverse
Frantz geriet in die Kritik, nachdem er die Annexion der Halbinsel Krim durch Russland 2014 gerechtfertigt hatte, er nannte sie „Wiedergutmachung historischen Unrechts“ und bezeichnete sich selbst als „Putin-Versteher“. Wiederholt kritisierte er die über Russland verhängten Sanktionen. Er nannte den russischen Präsidenten Wladimir Putin einen „kultivierten Mann“, ergänzte aber auch, dass dieser „kein Heiliger“ sei.
Nach dem russischen Überfall auf die Ukraine 2022 sei von dem Verständnis für Putin „wenig geblieben“, befand der Russland-Experte der Zeit, Michael Thumann. Frantz gehörte im Februar 2023 zu den 69 Erstunterzeichnern einer von Sahra Wagenknecht und Alice Schwarzer initiierten Petition unter dem Titel „Manifest für Frieden“, die zum Ende der Lieferung militärischer Waffen an die Ukraine zur Unterstützung gegen den russischen Überfall aufruft. Er gab weiterhin mehrere Konzerte in Russland und war Jurymitglied beim Moskauer Tschaikowsky-Wettbewerb. Anfang Dezember 2023 berichtete er, dass er keine Einladung für das Schleswig-Holstein Musik Festival 2023 und 2024 erhalten habe. Festivalleiter Christian Kuhnt erklärte, eine Vielzahl von Gründen habe eine Einladung von Frantz unmöglich gemacht. „Sein Engagement in Russland ist einer davon.“
2024 feierte er seinen 80. Geburtstag in St. Petersburg, wo er an der Seite von Waleri Gergijew auftrat.